# Nakamura Utaemon VI.

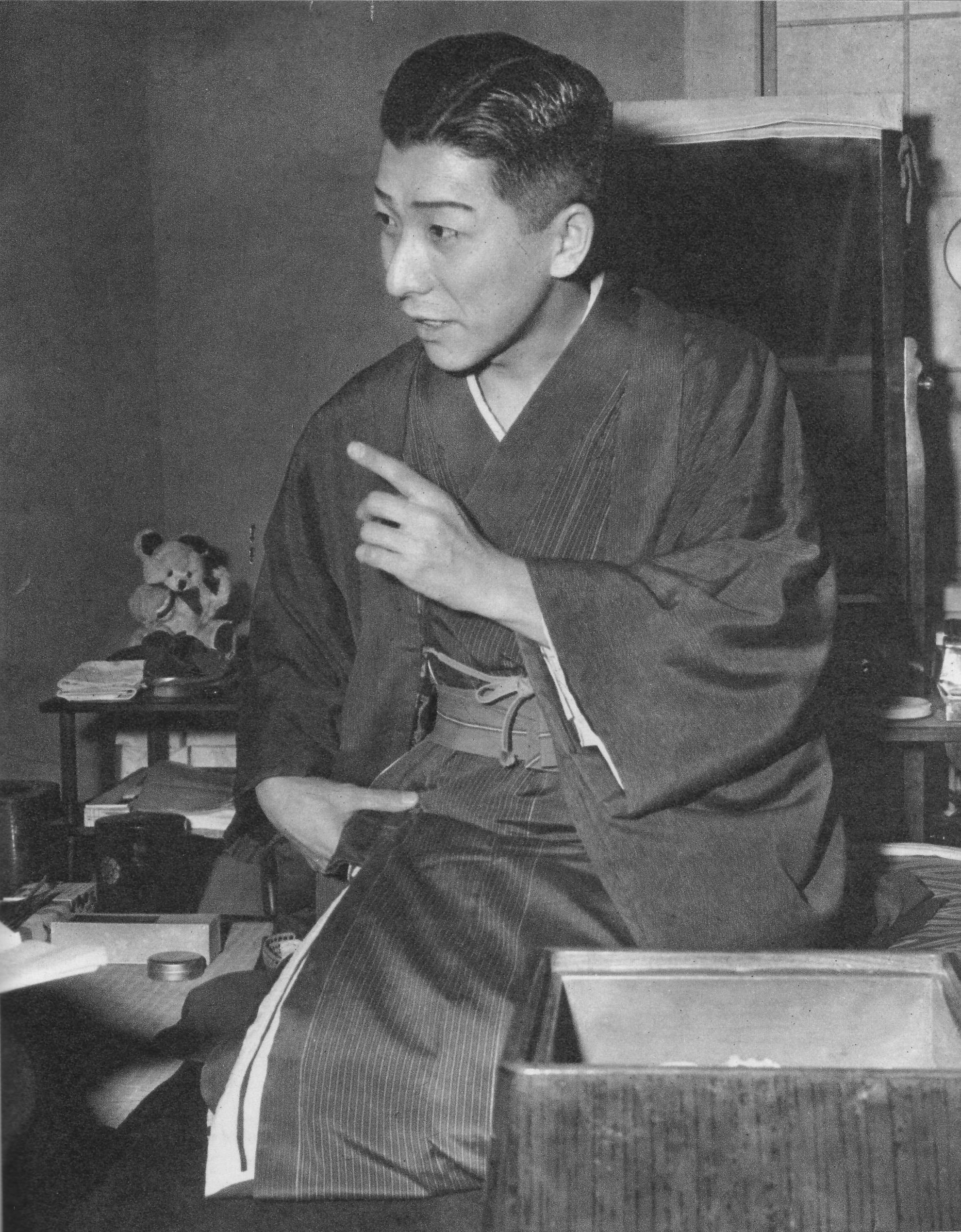
Nakamura Utaemon (1951)

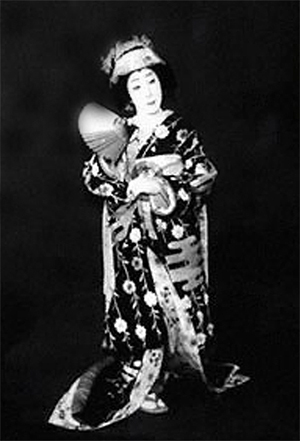
Utaemon VI im Kostüm für die weibliche Kabuki-Rolle „onnagata“, 1951.

Nakamura Utaemon VI. (japanisch 六代目 中村 歌右衛門, Rokudaime ~; geb. 20. Januar 1917 als Fujio Kawamura (河村 藤雄, Kawamura Fujio); gest. 31. März 2001) war ein japanischer Kabuki-Darsteller und künstlerischer Direktor des Kabukiza in Ginza, Tokio. Er war ein prominentes Mitglied einer alten Familie von Kabuki-Darstellern aus der Region Keihanshin (Kyoto-Osaka-Kobe).

## Name
„Nakamura Utaemon“ war ein Bühnenname mit starken kulturellen und historischen Konnotationen. „Utaemon“ bezeichnet dabei den persönlichen Status als Schauspieler. Dieser Titel darf nur nach dem Tod des bisherigen Trägers und nur unter restriktiven Nachfolgeregelungen angenommen werden.

### Stammbaum des Utaemon-Bühnennamens
- Nakamura Utaemon I. (1714–1791)[5]
- Nakamura Utaemon II. (1752–1798)[6]
- Nakamura Utaemon III. (1778–1838)[2]
- Nakamura Utaemon IV. (1798–1852)[2]
- Nakamura Utaemon V. (1865–1940)[7]
- Nakamura Utaemon VI. (1917–2001)

## Leben
Utaemon VI war der Sohn von Nakamura Utaemon V. Er entstammte der sechsten Generation einer Familie bekannter Kabuki-Darsteller. Der Name „Utaemon VI“ wurde erst 1951 formell in einer Zeremonie im Kabukiza in Tokio verkündet.
In seiner langen Karriere spielte er in vielen verschiedenen Rollen. Seine berühmtesten Darbietungen waren jedoch weibliche Oyama (Onnagata)-Rollen.

## Auszeichnungen
1968 wurde Nakamura von der japanischen Regierung als Lebender Nationalschatz (人間国宝, Ningen kokuhō) ausgezeichnet, als „Träger wichtiger unersetzlicher Kulturgüter“. 1979 erhielt er – nach Nakamura Kichiemon I. – als zweiter Kabuki-Darsteller den Kulturorden.

## Ehrungen
- Japanische Akademie der Künste 1963.[9]
- Kulturorden 1979.[1]
- Praemium Imperiale 1995.[10]
- Orden des Heiligen Schatzes, 1996[1]
- 1991 wurde er auf einer Briefmarke verewigt

### Japanisch
- 2006 伽羅先代萩: 三幕五場 Meiboku sendai hagi: sanmaku goba. ISBN 978-4-8356-1598-1; OCLC 70233503
- 1993 鏡山旧錦絵: 通し狂言四幕六場 Kagamiyama kokyō no nishikie: tōshi kyōgen yonmaku rokuba. OCLC 054923943
- 1989 番町皿屋敷: 一幕二場 Banchō sarayashiki: hitomaku niba. OCLC 029849646
- 1984 大経師昔暦: おさん茂兵衛二幕三場 Daikyōji mukashigoyomi: osan mohee nimaku sanba. OCLC 054925804